# Welcome to St. Tropez
«Welcome to St. Tropez» («Bienvenido a St. Tropez» en español) es una canción del DJ y productor suizo Dj Antoine tomado de su álbum de estudio de 2011. Cuenta con las voces del rapero ruso Timati y la cantante y compositora estadounidense Kalenna Harper. Originalmente, la canción fue lanzada en 2009 por Timati con la participación en las voces de Blue Marine incluida en el álbum The Boss. La canción se convirtió en un éxito ingresando en el "Top-ten" de Austria, Francia, Alemania y Suiza.

## Lista de canciones
| Maxisencillo |                                                               |          |  |
| N.º          | Título                                                        | Duración |  |
| 1.           | «Welcome to St. Tropez» (DJ Antoine Vs Mad Mark Radio Edit)   | 3:15     |  |
| 2.           | «Welcome to St. Tropez» (DJ Antoine Vs Mad Mark Remix)        | 6:14     |  |
| 3.           | «Welcome to St. Tropez» (Hard Rock Sofa Remix)                | 6:23     |  |
| 4.           | «Welcome to St. Tropez» (Chris Avantgarde & Eric Chase Remix) | 5:58     |  |
| 5.           | «Welcome to St. Tropez» (Clubzound Vs Jack-E Remix)           | 6:11     |  |
| 6.           | «Welcome to St. Tropez» (Clubzound Remix)                     | 6:22     |  |
| 7.           | «Welcome to St. Tropez» (Clubzound Vs Jack-E Brazilian Remix) | 6:02     |  |
| 8.           | «Welcome to St. Tropez» (Houseshaker Remix)                   | 5:27     |  |
| 9.           | «Welcome to St. Tropez» (Kid Fresh & Tom Bola Extended Mix)   | 4:28     |  |

## Posicionamiento en listas y certificaciones
| Lista (2009)                | Mejor posición |
| --------------------------- | -------------- |
| Suiza (Schweizer Hitparade) | 45             |

| Lista (2011-2014)                  | Mejor posición |
| ---------------------------------- | -------------- |
| Alemania (Offizielle Top 100)      | 3              |
| Austria (Ö3 Austria Top 40)        | 4              |
| Bélgica (Flandes) (Ultratop 50)    | 9              |
| Bélgica (Valonia) (Ultratop 50)    | 17             |
| Brasil (Billboard Hot 100 Airplay) | 11             |
| Eslovaquia (Rádio Top 100)         | 6              |
| España (Top 100 Canciones)         | 16             |
| Francia (SNEP)                     | 7              |
| Hungría (Dance Top 40)             | 3              |
| Hungría (Single Top 40)            | 3              |
| Países Bajos (Dutch Top 40)        | 7              |
| Polonia (Dance Top 50)             | 1              |
| República Checa (Rádio Top 100)    | 2              |
| Rumania (Romanian Top 100)         | 1              |
| Rusia (Russian Music Charts)       | 21             |
| Suiza (Schweizer Hitparade)        | 2              |

| País     | Organismo certificador | Certificación | Ventas  |
| -------- | ---------------------- | ------------- | ------- |
| Alemania | BVMI                   | 3× Oro        | 450 000 |
| Italia   | FIMI                   | Platino       | 30 000  |
| Suiza    | IFPI Suiza             | 3× Platino    | 90 000  |